# Bolsa Institucional de Valores
Die Bolsa Institucional de Valores, allgemein bekannt als BIVA, ist Mexikos zweitgrößte Wertpapierbörse mit Sitz in Mexiko-Stadt. Die BIVA nahm am 25. Juli 2018 ihren Betrieb auf und handelt mit denselben Instrumenten wie die Bolsa Mexicana de Valores: Aktien, Schuldverschreibungen, Optionsscheine und einige mexikanische Instrumente wie CKDs und FIBRAs.

## Geschichte
Am 29. August 2017 überreichte Präsident Enrique Peña Nieto Santiago Urquiza Luna Parra, dem Präsidenten der BIVA-Muttergesellschaft Cencor, die Konzession zur Eröffnung und zum Betrieb einer neuen Börse in Mexiko, der Bolsa Institucional de Valores (BIVA). Die Konzession selbst wurde am selben Tag im Diario Oficial de la Federación veröffentlicht.
Die Börse nahm am 25. Juli 2018 ihren Betrieb auf und beendete damit das 43-jährige Monopol der BMV auf dem mexikanischen Börsenmarkt. Die erste Eröffnungsglocke der Börse wurde im Rahmen einer Zeremonie am Altar de la Patria in Mexiko-Stadt geläutet.

## Mitgliedschaften
Sie ist Teil der:
- Sustainable Stock Exchanges Initiative[2]